# Jean-Philippe Chenaux
 (octobre 2021).
Jean-Philippe Chenaux, né le 11 juin 1942 à Aigle, dans le canton de Vaud, est un journaliste indépendant RP (registre professionnel de ch-media) et historien suisse.

## Biographie
Après une maturité fédérale latin-anglais (1960) et des études de sciences sociales et politiques à l'Université de Lausanne (1960-1963), où il porte les couleurs de la société d'étudiants Valdesia, il s'oriente vers le journalisme, collaborant à l'Agence télégraphique suisse (ATS), à Berne (1964-1969), au Nouvelliste et Feuille d'Avis du Valais, à Sion (1969-1970), à L'Agefi (1970-1976), enfin à la Gazette de Lausanne (1977-1987), responsable de la rubrique économique et de l'information générale.
En 1987, il rejoint le Centre Patronal, à Lausanne, en qualité de secrétaire patronal et de journaliste chargé de dossiers de politique générale et du développement des publications. Il crée et anime la collection thématique Études & Enquêtes vouée à des enquêtes sociales et économiques d'une certaine ampleur (trente-sept volumes parus sous sa direction de 1987 à 2007). Il collabore régulièrement au Bulletin Patronal, puis à Patrons, à L'Agefi, à la presse régionale vaudoise (rubrique économique commune au Journal d'Yverdon, La Côte et L'Est vaudois) et à divers périodiques (Le Temps stratégique, Catholica, etc.).
Historien des médias et auteur de biographies (Fernand Feyler, Robert Moulin, Francis Marius Messerli, Edmond Jaloux), il a aussi consacré des études à la doctrine sociale de l'Église, à l'histoire du principe de subsidiarité et au mouvement corporatiste en Suisse romande, à l'organisation du travail (paix du travail, partage et réduction du temps de travail, salaire au mérite), à l'école (libertés pédagogiques, bon scolaire, apprentissage de la lecture et de l'écriture), à l'histoire de la Suisse pendant la Seconde Guerre mondiale et à la crise des années 1990 (fonds en déshérence), ainsi qu'à divers thèmes liés à des organisations internationales.
À partir des années 1990, il s'est aussi investi dans le domaine de la prévention et de la lutte contre la toxicomanie. Dans le cadre des programmes de formation continue de l'Université de Lausanne, il a participé à des sessions consacrées aux dépendances et aux valeurs communautaires (1997-1998). Conférencier et auteur de nombreux ouvrages et articles dans ce domaine (cf. publications), il a été membre de la Commission consultative de la Fondation du Levant (1996-2007) et du Conseil consultatif pour la prévention et la lutte contre la toxicomanie du canton de Vaud (1996-2009). Il s'est également intéressé aux politiques de la drogue sur le plan international et s'est exprimé dans plusieurs congrès en Suisse et à l'étranger, ainsi qu'en qualité d'expert lors d'auditions de la Commission de la sécurité sociale et de la santé publique du Conseil national (2002). Cofondateur et coanimateur du Comité romand contre la révision de la loi sur les stupéfiants (2003-2004) et de l'Association romande contre la drogue (2004-2006), membre du Comité de patronage du Dachverband abstinenzorientierte Drogenpolitik (DaD) (2003-2007), actuel Dachverband Drogenabstinenz Schweiz (DAch). Membre du Comité de rédaction d' Info-Drogue, Bulletin scientifique de l'Alliance Internationale de Lutte contre la Drogue (AILT), Paris (1996), rédacteur responsable de Drogue-Info Bulletin d'information de l'ARCD, Lausanne (2005-2006).
Jean-Philippe Chenaux a été membre du Conseil d'ordre de l'Association vaudoise des journalistes (1986-1987).

## Principales publications
- La presse d’opinion en Suisse romande ou la bataille des idées, Genève, Éd. du Journal de Genève / Lausanne, Éd. de la Gazette de Lausanne, 1986, XIII, 242 p.
- Partage du travail : la grande illusion (en collab. avec Pierre Weiss), Lausanne, Centre Patronal / Genève, Fédération des syndicats patronaux, 1993, 168 p.  (ISBN 2940089000).
- Le partage du travail : ou la semaine des quatre jeudis (en collab. avec Pierre Weiss), Paris, Odilon-Média (diff. Stendhal, etc.), 1996  (ISBN 284213009X) ; Paris, Éd. Première Ligne (diff. Distique), 1995, 282 p.  (ISBN 2841440141).
- La drogue et l’État dealer, Lausanne, Centre Patronal, 1995, 280 p.  (ISBN 2-940089-01-9)
- La drogue en liberté : un piège mortel, préface du Pr Gabriel Nahas, Paris, F.-X. de Guibert, coll. Écologie humaine, 1996, 316 p.  (ISBN 9782868394057 et 2868394051).
- La Suisse stupéfiée, préface de Jeanne Hersch, Lausanne, L'Age d'Homme, 1997, 80 p.  (ISBN 2825110744).
- Transplantation d’organes : sauver des vies - Histoire, coûts, résultats, éthique, législations, menaces centralisatrices, Lausanne, Centre Patronal, 2000, 200 p.  (ISBN 2940089094).
- Libérez l’école : les libertés scolaires, mode d’emploi (en collab. avec Jean-Daniel Nordmann), Lausanne, Centre Patronal, 2004, 118 p.  (ISBN 2940089159).
- Robert Moulin et son temps (1891-1942), préface de Jean-Jacques Langendorf, Gollion, Infolio, coll. Testimonia, 2016, 912 p.  (ISBN 978-2-88474-380-8).
- « Le colonel Feyler (de) ou la passion du journalisme », p. 179-216, in Nicolas Gex (dir.), Les Vaudois et leurs armées. Regards sur l'histoire militaire d'un canton, Pully, Centre d'Histoire et de Prospective militaires, 2016, 248 p.  (ISBN 978-2-8280-0016-5).
- Les cinq vies du "bon docteur Messerli" - Un demi-siècle au service de la médecine, de l'Olympisme, de l'Hellénisme, du Mouvement rhodanien et des Pirates d'Ouchy, Lausanne, Éd. Favre, 2019, 192 p.  (ISBN 978-2-8289-1824-8).
- Un Académicien chez les Vaudois: Edmond Jaloux, Ramuz, Roud, Crisinel, Simond, Weber-Perret et la Société de Poésie, préface de Doris Jakubec, Lausanne, Cahiers de la Renaissance vaudoise, No CLVIII, 2022, 314 p.  (ISBN 978-2-88017-158-2)
- Des Suisses au service de la Grèce (dir.), Lausanne, Ed. Favre, 2025, 296 p.  (ISBN 978-2-8289-2261-0)

## Archives
- Fonds : Chenaux (Jean-Philippe) (1832-2017) [25,95 m].  Cote : PP 1083. Archives cantonales vaudoises (présentation en ligne)..
- Fonds : Association romande contre la drogue (ARCD) (1999-2018) [0,65 m].  Cote : PP 1084. Archives cantonales vaudoises (présentation en ligne)..